# Julau (district)
Julau is een district in de Maleisische deelstaat Sarawak.
Het district telt 16.000 inwoners op een oppervlakte van 2600 km².